# مرکز بین‌المللی شنای تاتسومی توکیو

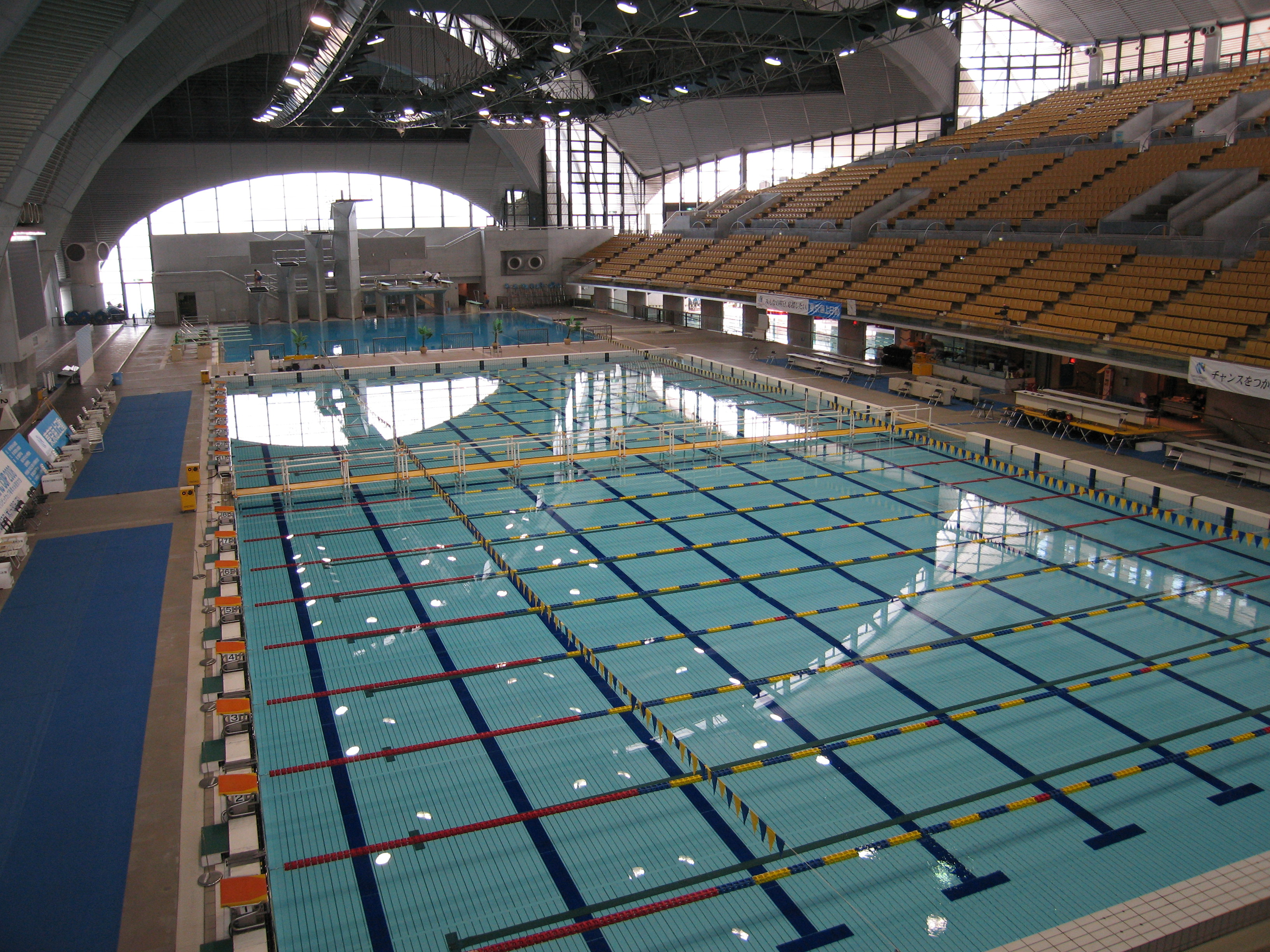
مرکز بین‌المللی شنای تاتسومی توکیو

مرکز بین‌المللی شنای تاتسومی توکیو (به ژاپنی: 東京辰巳国際水泳場, Tōkyō Tatsumi Kokusai Suieijō) در منطقهٔ کوتو در توکیو پایتخت ژاپن واقع شده‌است. این ورزشگاه سرپوشیده در سال ۱۹۹۳ میلادی آمادهٔ بهره‌برداری شده‌است.

## ایستگاه‌های اطراف
- متروی توکیو، خط یوراکوچو، ایستگاه تاتسومی در حدود ده‌دقیقه از ایستگاه تا مرکز شنا پیاده راه است.